# 戴维·阿莱格雷
戴维·阿莱格雷（西班牙語：David Alegre，1984年9月6日—），西班牙男子曲棍球运动员。他曾代表西班牙参加2004年、2008年、2012年、2016年和2020年夏季奥林匹克运动会曲棍球比赛，其中2008年奥运会获得一枚银牌。

## 家庭
哥哥拉蒙·阿莱格雷。